# Trichogyne
Trichogyne là một chi thực vật có hoa trong họ Cúc (Asteraceae).

## Loài
Chi Trichogyne gồm các loài: